# Premier Suspect

Premier Suspect est un téléfilm français en 2 parties de Christian Bonnet diffusé le 15 janvier 2007 sur TF1.

## Synopsis
Le commandant Mercier apprend le décès de Sophie Archambault, son ex-épouse qui a été assassinée. Ses ex-beaux-parents le suspectent d'avoir tué leur fille, et il devient le premier suspect dans le meurtre de son ex-femme.

## Fiche technique
- Réalisateur : Christian Bonnet
- Scénario : Dominique Golfier
- Pays :  France
- Durée : 60 minutes par épisode
- Nombre d'épisodes : 2

## Distribution
- Natacha Amal : Claire Sagamore
- Bruno Madinier : Alain Mercier
- Alain Doutey : Maxime Gilbert
- Samuel Labarthe : Frédéric Montvallon
- Jean-François Garreaud : Hadrien Archambault
- Catherine Marchal : Sophie Archambault
- Steve Kalfa : Pascal Brisseau
- Milan Argaud :
- Morgane Kerhousse : Agathe
- Frédérique Tirmont : Madeleine Archambault
- Jacques Fontanel : Commissaire Moreau
- Bruno Leonelli : Fabien Costa
- Amandine Chauveau : Sandrine, greffière Claire
- Jean-Marie Juan
- Laurence Cormerais